# Швери, Джад
Джад Швери (араб. جاد شويري‎; род. 13 марта 1980) — ливанский певец, автор-исполнитель, музыкальный продюсер и режиссёр музыкальных клипов.

## Биография
Родился 13 марта 1980 года в Ливане.
Получил среднее образование на родине, закончив колледж в Бейруте. Через два года, в 2000 году покинул родину и уехал в Париж, где поступил в Новую Сорбонну на факультет киноискусства.
Начал творческую деятельность, ещё в 2002 году. выпустив клип «Ya Mustafa», за который он получил 25 тысяч долларов, выиграв шоу Studio El-Fan.
Стал известен в 2004 году, выпустив первый сингл «Aollak Eh?», который взлетел на вершины арабских чартов. Вскоре вышли два сингла «El Mazzika» и «Oully Ezzay», которые стали популярны на радиостанциях и Melody Music подписал с ним контракт на дебютный альбом «El Moftah», который вышел в 2005 году. После дебютного альбома вышли ряд синглов «Banadilak», «Meen Allek?», «Masria», ставшие его главными хитами в карьере.
В 2008 году вышел клип «Funky Arabs», который получил несколько музыкальных наград.
В сентябре 2011 года вышел второй альбом «Eshha Keda», в который вошли его хиты «Wala Awel» и «Ghaly».
Помимо певческой деятельности, он известен как продюсер и режиссёр музыкальных клипов ряда арабских поп-исполнителей.